# John Lovett
John Lovett (* 20. Februar 1761 in Newent Society, Colony of Connecticut; † 12. August 1818 in Fort Meigs, Ohio) war ein US-amerikanischer Politiker. Zwischen 1813 und 1817 vertrat er den Bundesstaat New York im US-Repräsentantenhaus.

## Werdegang
John Lovett wurde in Newent Society  (heute Township von Lisbon) geboren und wuchs während der britischen Kolonialzeit auf. 1782 graduierte er am Yale College. Er zog nach Albany und von dort nach Fort Miller, wo er als Generalvertreter (general agent) und Landverwalter (land steward) arbeitete. Danach zog er nach Lansingburgh. Er saß in den Jahren 1800 und 1801 in der New York State Assembly. Lovett kehrte dann nach Albany zurück, wo er einer Beschäftigung als Clerk für den Common Council bis zum Ausbruch des Britisch-Amerikanischen Krieges nachging. Er war militärischer Sekretär von General Stephen Van Rensselaer an der nordwestlichen Grenze. Im Oktober 1812 wurde er in der Schlacht von Queenston Heights verwundet. Er kehrte nach Albany zurück. Am 3. März 1813 wurde er Stadtschreiber (county clerk) im Albany County – eine Stellung, die er bis zum 31. März 1815 innehatte. Politisch gehörte er der Föderalistischen Partei an.
Bei den Kongresswahlen des Jahres 1812 für den 13. Kongress wurde er im neunten Wahlbezirk von New York in das US-Repräsentantenhaus in Washington, D.C. gewählt, wo er am 4. März 1813 die Nachfolge von Thomas Sammons antrat. Nach einer erfolgreichen Wiederwahl verzichtete er im Jahr 1816 auf eine erneute Kandidatur und schied nach dem 3. März 1817 aus dem Kongress aus.
Nach seiner Kongresszeit ließ er sich in Perrysburg nieder. Er verstarb am 12. August 1818 in Fort Meigs.